# Tranh hang động

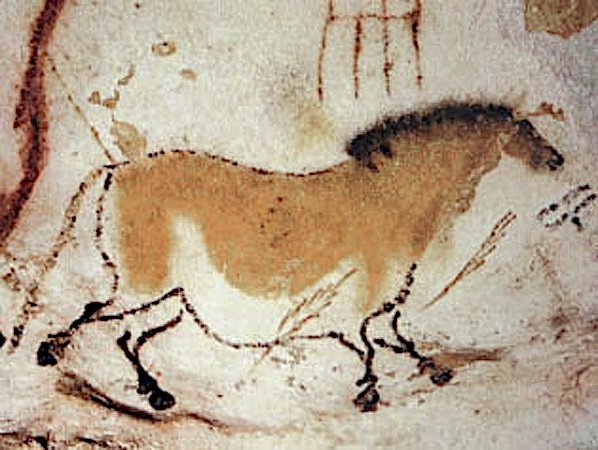
Tranh hang động tại Lascaux

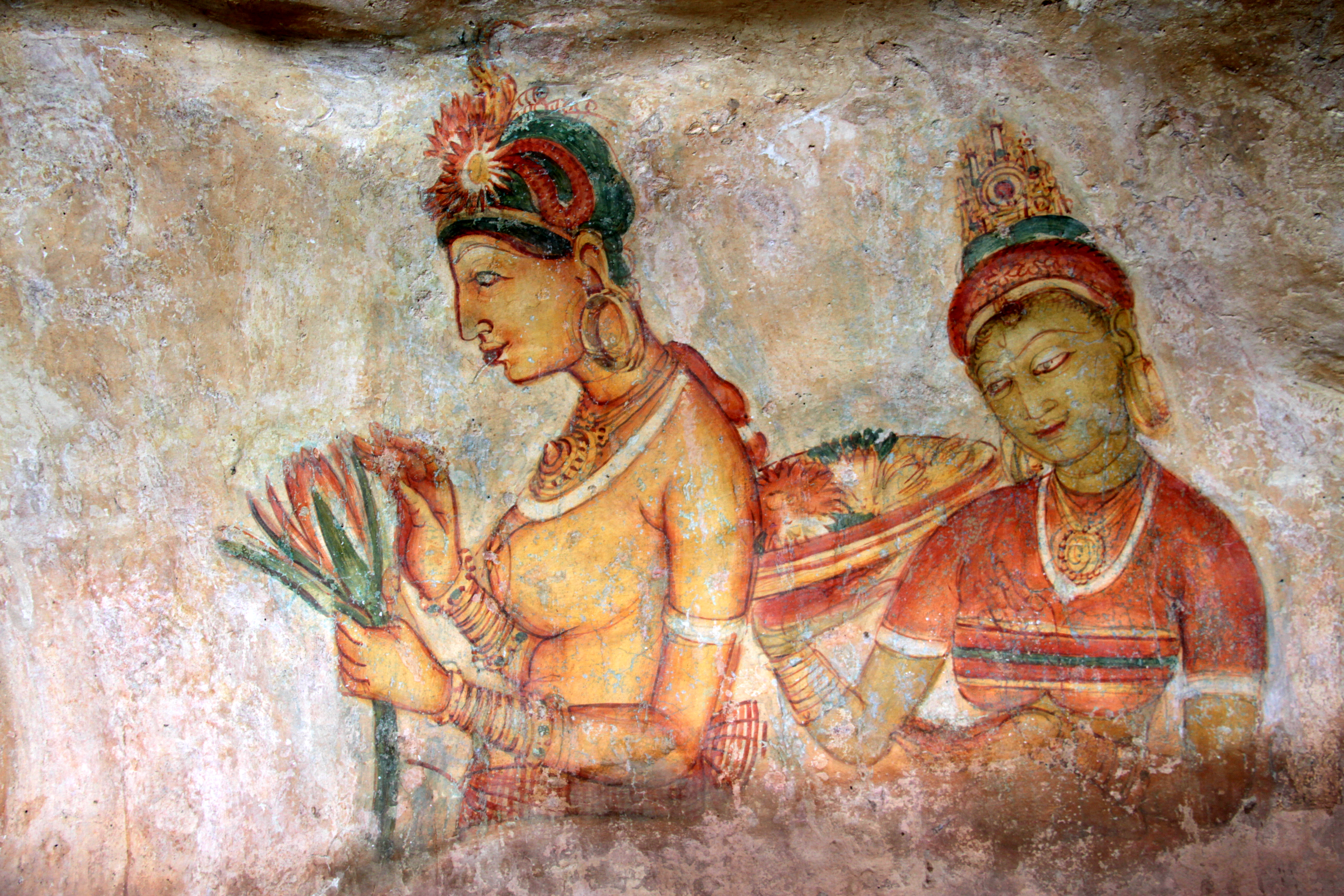
Di tích khảo cổ Sigiriya tại Sri Lanka

Tranh hang động là các bức tranh vẽ trong hang động hay trên các thành và trần đá, thường có niên đại thời tiền sử. Những bức tranh hang động sớm nhất mà người ta biết được có niên đại 40.000 năm trong khi các bức tranh hang động châu Âu sớm nhất có niên đại 32.000 năm về trước. Mục đích vẽ tranh lên hang động thì không rõ hoặc sẽ không bao giờ người ta rõ được để làm gì. Chứng cứ cho rằng các bức tranh này chỉ để trang trí các khu vực sinh sống do các hang động mà người ta phát hiện ra không có các dấu hiệu của cuộc sống đang tiếp diễn. Ngoài ra, các hang động nằm trong các khu vực không dễ vào được. Một số giả thuyết cho rằng tranh hang động có thể là thông điệp chuyển tải thông tin, còn các giả thuyết khác cho rằng tranh hang động phục vụ cho mục đích thờ cúng hoặc tôn giáo.

## Châu Âu
Có niên đại khoảng 30.000 năm. Vào năm 1879, khi cô bé Maria de Sautuola đi tham quan các hang động tại Altamira - Tây Ban Nha cùng với cha cô. Cô đã phát hiện ra những bức tranh vẽ thú vật to lớn nằm trên trần hang thật ấn tượng do con người sống cách đây trên 30.000 năm tạo ra. Từ đó, dù cho đã phát hiện được những bức tranh có từ trước tại Chauvet - Phát, nhưng các họa sĩ đã vẽ những bức tranh hang động ở Altamira vẫn được cho là: những nhà phát minh ra sơn, cọ vẽ, giàn giáo để vẽ trên cao, và cả ánh sáng nhân tạo để có thể vẽ những bức tranh như vậy.